# Byrsa

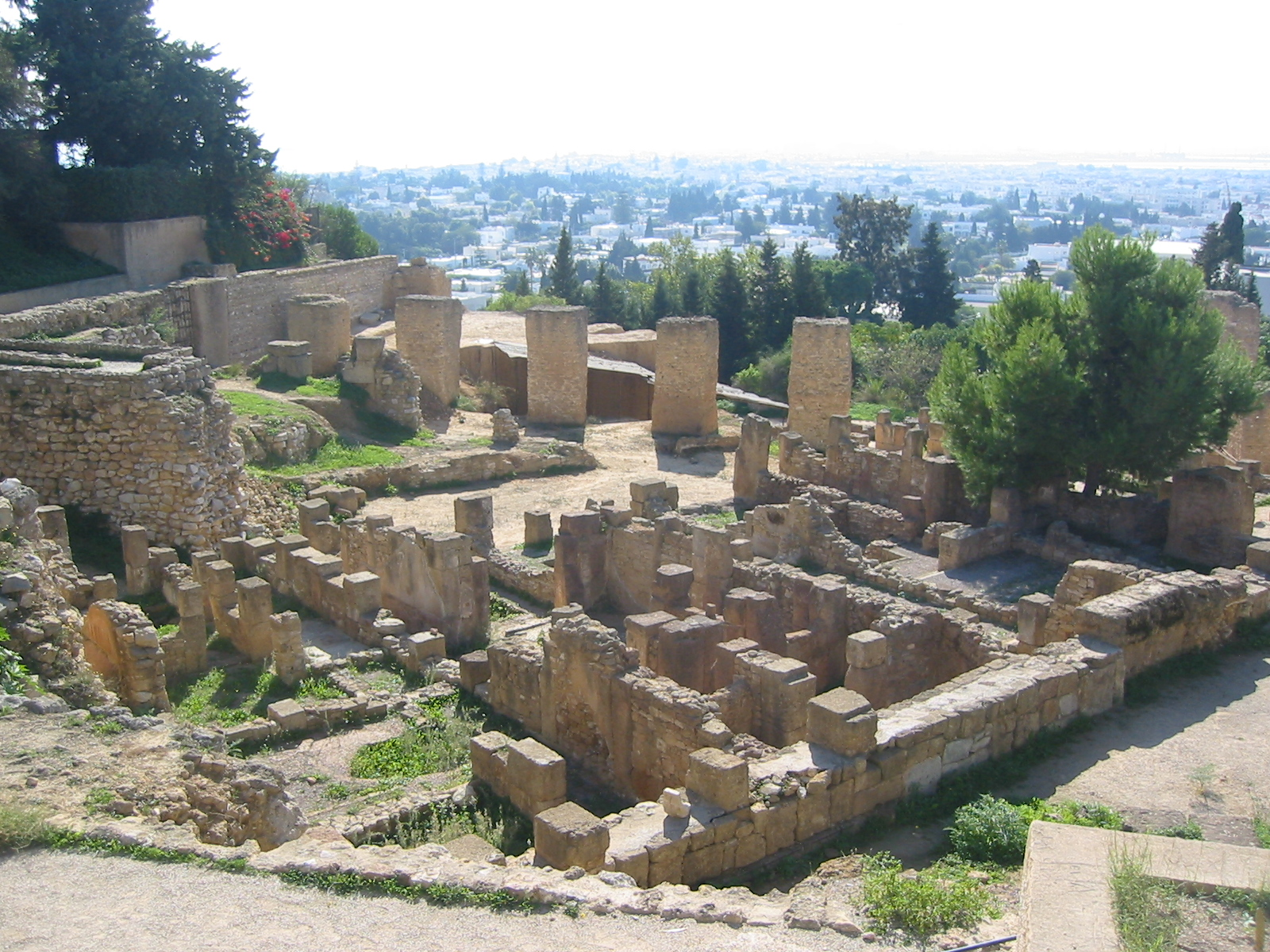
Ruinen des Punischen Viertels

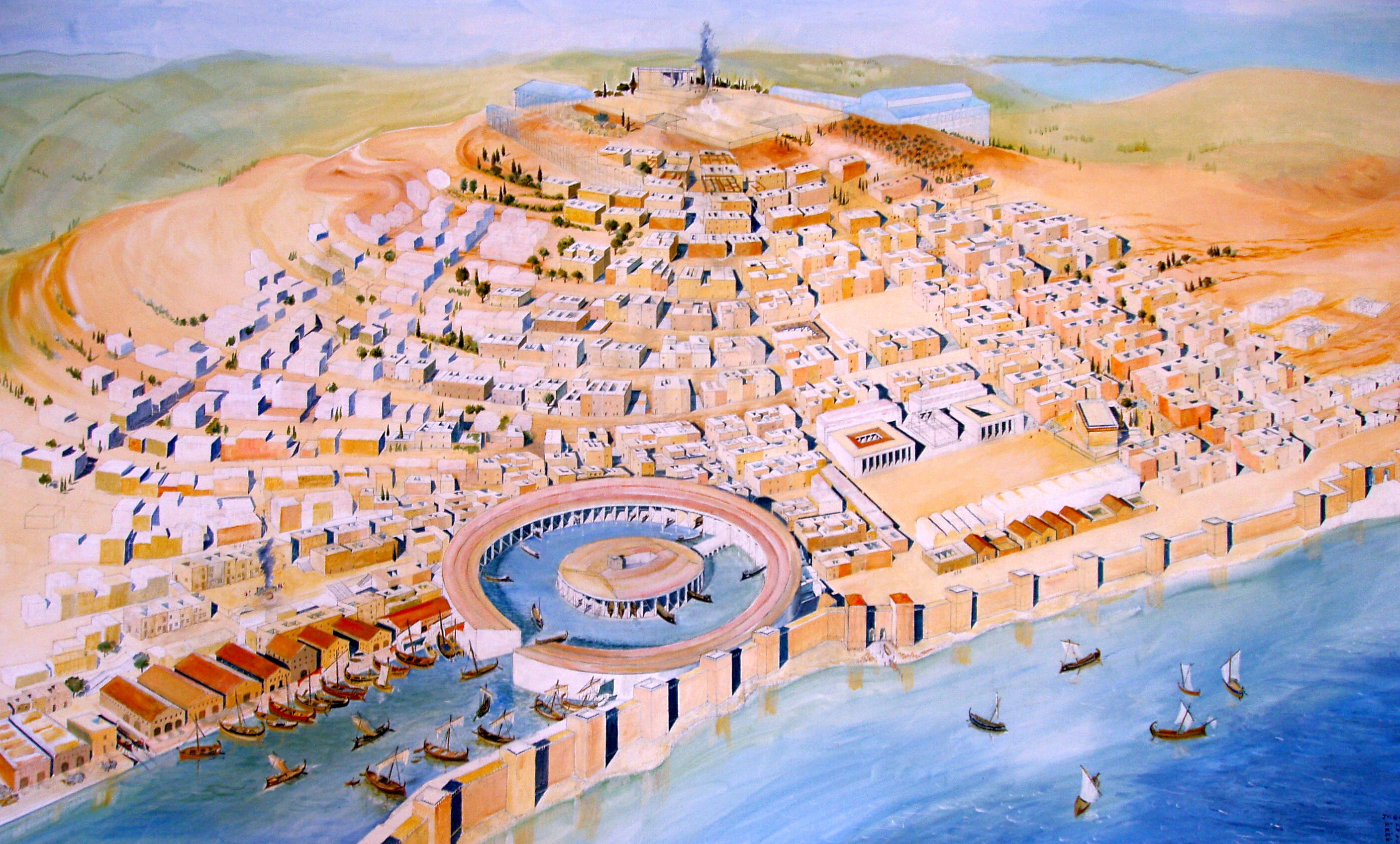
Rekonstruktionszeichnung

Byrsa war eine mauergeschützte Festung über dem Hafen der antiken Stadt Karthago im heutigen Tunesien. Der Hügel, auf der diese Zitadelle stand, hieß ebenfalls Byrsa. Aus dem Phönizischen hergeleitet bedeutet der Name Byrsa „Zitadelle“.
Als Dido, die mythische Gründerin Karthagos, auf der Suche nach einer Heimat für sich und ihre Gefolgsleute in der Nähe des heutigen Tunis im Herrschaftsbereich des Hierbas (Iarbas) landete, stieß sie auf große Ablehnung seitens der Berberbevölkerung. Darum dachte sie sich eine List aus und bat den Numiderfürsten um nur so viel Land, wie eine Ochsenhaut umfassen könne. Das Ochsenfell schnitt sie in feine Streifen, umgab damit den Byrsa-Hügel, auf dem heute die Kathedrale des heiligen Ludwig von Karthago thront, und gründete Qart Hadasht, die „neue Stadt“. Die Sage scheint zweifelhaft und dazu erfunden, zum ionisch-griechischen Wort ἡ βύρσα, hē býrsa zu passen, das „Ochsenhaut“ bedeutet.
Archäologisch nachgewiesen ist Karthagos Gründung als Kolonie der Phönizier ab ca. 750 vor Christus.
Die ummauerte Burg auf dem Byrsahügel beeinflusste die Stadt unter sich und wurde das militärische Zentrum Karthagos, das sich zur mächtigsten Handelsstadt der westlichen Welt entwickelte.  
Die Aussagen antiker Autoren über die Lage und Gestalt der Stadt sind nicht immer eindeutig. Die Stadt soll aus einer Vorstadt, der Unterstadt und aus dem Ortsteil Byrsa (Altstadt?) bestanden haben. Archäologische Funde sind selten, weil die Römer nach den Punischen Kriegen die Stadt zerstört haben. Die beiden Häfen für die Handelsflotte und die Marine (Kothon) befanden sich in der Unterstadt. Die Agora vermutet man nördlich des Marine-Hafens. Eine Stadtmauer sicherte die Stadt, die am Ende der Punischen Kriege laut antiker Literatur etwa 700.000, laut Archäologen bis zu 400.000 Einwohner gehabt haben soll. Damit gehörte sie zu den Metropolen des Mittelmeerraums. Nördlich von Byrsa befanden sich die Totenstädte (Nekropolen) Karthagos.